# Landkreis Pleß
Der Landkreis Pleß war während der deutschen Besetzung Polens von 1939 bis 1945 ein Landkreis im Regierungsbezirk Kattowitz in Ost-Oberschlesien.

## Verwaltungsgeschichte
Das Gebiet gehörte bis zur Teilung Oberschlesiens zum Deutschen Reich (siehe Kreis Pleß). Vom 1. bis 2. September 1939 führte der Überfall auf Polen bei Pleß zu Gefechten zwischen der polnischen 6. Infanteriedivision (Armee Kraków) und der deutschen 5. Panzer-Division (14. Armee). Kurz danach besetzten deutsche Truppen das Kreisgebiet. Zum 26. November 1939 wurde das Kreisgebiet als Landkreis Pleß Teil des neugebildeten Regierungsbezirks Kattowitz in der Provinz Schlesien. Am 20. November 1939 erfolgte die völkerrechtswidrige Eingliederung der Gemeinden Panewnik und Petrowitz aus dem Landkreis Pleß in den Landkreis Kattowitz. Zum 18. Januar 1941 wurde die Provinz Schlesien erneut aufgelöst und aus den Regierungsbezirken Kattowitz und Oppeln die neue Provinz Oberschlesien gebildet.
Im Februar 1945 wurde das Kreisgebiet von der Roten Armee besetzt und wieder Teil Polens. In der Folgezeit wurde die deutsche Bevölkerungsgruppe größtenteils von den örtlichen polnischen Verwaltungsbehörden aus dem Kreisgebiet vertrieben.

## Landkommissar von 1939
1939–9999: Bernhard von Derschau (1903–1945)

## Landräte von 1939 bis 1945
1939–1942: Bernhard von Derschau
1942–1942: Friedrich Karl Kern (vertretungsweise)
1942–1943: Bernhard Nienaber (auftretungsweise)
1943–1945: Bernhard von Derschau

## Kommunalverfassung
Zunächst wurde den Städten Alt Berun, Nikolai, Pleß und Tichau am 27. Januar 1940 die im Altreich gültige Deutsche Gemeindeordnung vom 30. Januar 1935 verliehen. Zum 1. April 1940 wurde auch in allen übrigen Gemeinden die Deutsche Gemeindeordnung eingeführt, welche die Durchsetzung des Führerprinzips auf Gemeindeebene vorsah. Gutsbezirke bestanden nicht mehr. Nach 1939 galt für das gesamte Kreisgebiet das in den eingegliederten Ostgebieten geltende Kreisrecht.

## Ortsnamen
Durch unveröffentlichten Erlass vom 29. Dezember 1939 galten wieder die bis 1918 gültigen deutschen Ortsnamen. Diese globale Rückbenennung war möglich, da noch das gesamte deutsche Kartenwerk für die 1922 an Polen abgetretenen Gebiete (auch) die früheren deutschen Ortsnamen weitergeführt hatte.
Die deutsche Verwaltung plante eine Reihe von Umbenennungen von Ortsnamen, die aber vor Kriegsende nicht mehr durchgeführt werden konnten, zum Beispiel:
- Brzestz: Birkenkirch,
- Cielmitz: Schellau,
- Cwiklitz: Sandsdorf,
- Groß Chelm: Großhelm,
- Imielin: Immenau O.S. bzw. Immenau (Kr. Pleß),
- Paprotzan: Fürstensee (Kr. Pleß),
- Jankowitz: Wisentforst
- Jaroschowitz: Jahrshöfen,
- Kobier: Köbernwalde,
- Lendzin: Lenzgrube,
- Mezerzitz: Plessebruch,
- Mittel Lazisk: Mittelgruben,
- Ober Lazisk: Prinzengrube,
- Ornontowitz: Reinoldsdorf,
- Orzesche: Georgenfeld O.S.,
- Pawlowitz: Paulshuben,
- Podlesie: Boerfeld,
- Sciern: Schirren,
- Tichau: Tichau O.S.,
- Wilkowy: Wolfenwald,
- Woschczytz: Woschütz,
- Wyrow: Wirau.